# Monte Navegna
Il monte Navegna è situato nel Lazio, nella provincia di Rieti, nel comune di  Rocca Sinibalda. Fa parte del gruppo montuoso dei Monti Carseolani.
Dal 1988 fa parte della Riserva naturale Monte Navegna e Monte Cervia, assieme al Monte Cervia.